# Walker Texas Ranger
Walker Texas Ranger (Walker, Texas Ranger) è una serie televisiva statunitense andata in onda in prima visione sul canale CBS dal 21 aprile 1993 al 19 maggio del 2001. La serie è stata creata da Chuck Norris, Albert S. Ruddy, Christopher Canaan e Paul Haggis. Il protagonista della serie è il ranger Cordell Walker, interpretato da Chuck Norris.
In Italia è stata mandata in onda da Canale 5 per le prime due stagioni, poi su Italia 1 dal 1996 sino al 2003.
Tre episodi di durata doppia al consueto delle prime due stagioni, ovvero Zona di guerra, Pericolo nell'ombra , La strada della vendetta e "La leggenda di Cooper", sono stati trasmessi in prima serata su Rete 4 come dei film per la televisione autonomi, ma gli unici film veri e propri tratti dalla serie sono Processo infuocato (Trial by Fire), andato in onda negli Stati Uniti nel 2005 e in prima TV in Italia su Italia 1 nel 2007, e Riunione mortale del 1994, trasmesso in Italia assieme ai tre episodi di durata doppia. La serie ha anche generato lo spin-off Sons of Thunder (1999), sempre trasmesso dalla CBS e il reboot Walker, trasmesso su The CW dal 2021.
La sigla del telefilm si intitola The Eyes of a Ranger ed è cantata dal protagonista Chuck Norris.

## Trama
Cordell Walker è un ranger di Dallas coadiuvato dal ranger James Trivette (Clarence Gilyard), che è anche il suo migliore amico. Inoltre Walker collabora con Alexandra Cahill, un vice procuratore distrettuale, dalla quale è attratto e che sposerà nel corso degli episodi dell'ottava serie, fino ad avere una figlia, Angela, nel corso dell'ultima puntata della serie.
I temi di Walker Texas Ranger sono incentrati su temi come l'amicizia, l'aiuto reciproco, la lotta alla violenza e alla droga. Walker e Trivette utilizzano molto spesso le arti marziali per fermare e/o arrestare i criminali. È dato molto risalto alla contrapposizione tra ciò che è giusto e ciò che è sbagliato, come sintetizzato nel motto dei Rangers: "un uomo che sbaglia non può mai opporsi ad un uomo che è nel giusto". Il ranger Walker e i suoi colleghi hanno il ruolo di funzionari onesti e specchiati, rispettosi della legge e non estremisti.
Viene data grande enfasi alle arti marziali e alla cultura pellerossa, con menzioni al western (alcuni episodi sono ambientati nel XIX secolo, nel far west, con Chuck Norris che impersona il ranger Cooper). Il filo conduttore della trama è quasi sempre differente: in alcune puntate ci sono persone bisognose d'aiuto che il ranger Walker prende sotto la sua protezione, in altre criminali o malfattori che vogliono vendicarsi del ranger perché li ha fatti arrestare, in altre omicidi o casi irrisolti che i protagonisti si trovano a dover risolvere, e in altre ancora criminali che vogliono commettere gravi azioni che i ranger devono impedire. La vicenda si complica poi invariabilmente, ma alla fine i ranger e i loro collaboratori neutralizzano i malfattori salvando il malcapitato di turno. L'ultima scena si svolge spesso nel locale di C.D. Parker (ex ranger), dove tutti si ritrovano per festeggiare la cattura dei malviventi.

### Le storie di Cooper
Hayes Cooper, un cacciatore di taglie del far west divenuto poi un Texas Ranger, è l'idolo di Cordell Walker. In varie occasioni Walker si immedesima nel personaggio raccontando o leggendo le sue memorie; Cooper è interpretato anch'esso da Chuck Norris e da questi si distingue per i capelli più lunghi e una giacca di pelle sfrangiata. In queste storie compare solitamente il resto del cast in diversi ruoli, talvolta negativi, come Clarence Gilyard e Noble Willingham che sono aiutanti di un bandito nell'episodio Regalo di Natale. Fa eccezione il doppio episodio Banditi a Buckhorn in cui Chuck Norris è l'unico personaggio del cast usuale a comparire, e Cooper si scontra con il boss Bedoe (Ed Lauter) e il capo-bandito Kilgore (Marshall R. Teague).

## Produzione

### Ideazione e le prime stagioni
La serie fu prodotta da Cannon Television nel 1993, da Columbia Pictures Television dal 1993 al 1996, da CBS Productions dal 1995 al 2001, ed inoltre da CBS Broadcast International, Top Kick Productions, The Ruddy Greif Company e Norris Brothers Entertainment (dal 1998 al 2001) e girata a Dallas e Fort Worth in Texas dove è ambientata, e inoltre a Santa Fe nel New Mexico e a Chicago, nell'Illinois.
Il protagonista è il ranger Cordell Walker interpretato da Chuck Norris, al quale si affiancano il vice-procuratore Alex Cahill, il ranger in pensione C.D. Parker, e il nuovo collega James Trivette, introdotto nei primi due episodi; per interpretare Trivette i produttori scelsero l'attore Clarence Gilyard, che la produzione conosceva bene perché aveva recitato in un'altra serie di successo della NBC e l'ABC, Matlock.
La prima stagione di soli quattro episodi debuttò sulla CBS il 21 aprile 1993 e dato il buon successo ottenuto, venne prolungata con una seconda stagione in onda dall'autunno successivo e composta invece da 24 episodi; questa seconda serie terminata nel maggio 1994 fu anch'essa un notevole successo, sconfiggendo la serie rivale della NBC Law & Order - I due volti della giustizia.

### Sviluppo
La CBS spinse i produttori altre due stagioni della fiction, in onda tra il 1994 e il 1996, in cui furono introdotte parecchie novità: anzitutto cambiò il tema della sigla iniziale, con l'introduzione a partire dall'episodio 5 del celebre motivo "The Eyes of a Ranger" cantata dal protagonista Chuck Norris, rimasta sino all'ultima stagione e divenuta uno dei motivi principali della popolarità della fiction; inoltre vari personaggi più o meno rilevanti come quello dello zio di Walker scomparvero, e l'evoluzione del rapporto tra Alex e Walker. Furono inoltre introdotti alcuni nemici ricorrenti come Victor LaRue e Caleb Hooks, per garantire una maggiore fidelizzazione del pubblico.
La ventata di novità portò un costante aumento di ascolti del telefilm, che nel biennio 1995-1997 divenne il più seguito in onda sulla CBS subito dopo La signora in giallo. Nella stagione successiva, per riconfermare il costante impiego di novità nella serie, i produttori introdussero due nuovi personaggi, Trent Malloy e Carlos Sandoval, che saranno frequentemente presenti anche nelle successive stagioni, collaborando spesso anche con la squadra di Walker. A partire dal 1995 Chuck Norris e il fratello Aaron divennero produttori esecutivi della serie. La fiction tuttavia si attirò delle critiche che consideravano Walker una fiction di bassa qualità: fu invece elogiata da personalità quali Ken Tucker che ne premiarono l'originalità, per aver messo in risalto un corpo speciale come quello dei Texas Rangers sinora sconosciuto alla maggior parte del pubblico.

### Gli anni d'oro
Tra il 1997 e il 1999 andarono in onda la sesta e la settima stagione, viste da una media di 14,4 milioni di spettatori a sera, portando Walker Texas Ranger alla posizione n. 15 delle serie più seguite negli USA. In particolare queste due stagioni furono molto seguite anche per la line narrativa più drammatica di alcuni episodi, spesso basati su eventi rilevanti di quel periodo, come il proliferare dell'AIDS alla base dell'episodio "Lucas" della sesta stagione, o sulla minaccia terroristica.
La sesta stagione termina con un cliffhanger in cui Alex rimane ferita in una sparatoria, che viene risolto all'inizio della stagione successiva, durante il quale Walker chiede ad Alex di sposarlo. Anche questa stagione ha un finale aperto, con l'aereo di Walker e Alex che precipita in un lago mentre i due stanno recandosi con un'importante prova per incastrare un criminale, Thomas Openshaw. Alla fine di questa stagione la CBS, in ragione del costante seguito della fiction, decise di produrre uno spin-off con protagonisti Trent e Carlos, trasmesso a partire dal 6 marzo 1999, mentre era ancora in onda la stagione corrente della serie originale. Questo sequel, dal titolo Sons of Thunder, ottenne minor successo e ne furono prodotti sei episodi.

### Le ultime due stagioni e la conclusione
Dall'ottava stagione, i produttori Lisa Clarkson e Garry A. Brown per rinfrescare il cast decisero di introdurre due nuovi giovani volti, Francis Gage e Sidney Cooke interpretati da Judson Mills e Nia Peeples che andarono ad unirsi al resto della squadra. Questa serie andò in onda tra il 1999 e il 2000 e si concluse col matrimonio di Alex e Walker; in questa stagione Noble Willingham recitò solo brevi spezzoni, soprattutto nei primi episodi, per poi scomparire verso le ultime puntate.
Un'ulteriore nona stagione andò in onda nell'autunno 2000: in questa serie ci furono molti colpi di scena, come l'introduzione di una saga di 4 episodi intitolata "Il Presidente" con protagonisti Chuck Norris e Michael Ironside e l'allargamento del cast, mentre particolare interesse suscitò l'episodio numero 200, "Pioggia di diamanti", con la scena finale che riprende la morte di Walker, mentre alla fine si scopre che tutto l'episodio è stato solo un incubo di Alex.
In questa stagione la serie registrò un calo di ascolti, passando alla posizione 64º delle fiction più viste, ma che rimasero comunque molto alti. Nonostante ciò la CBS annunciò di voler rinnovare la serie con altre due stagioni, ma Chuck Norris rifiutò di continuare a causa della doppia gravidanza di sua moglie Gena O'Kelley, e la serie si concluse il 19 maggio 2001 dopo otto anni e ben 203 episodi realizzati.
Nel 2005 verrà realizzato il film per la TV Walker Texas Ranger - Processo infuocato che ripropose la narrazione della serie a quattro anni dalla conclusione.

## Episodi
La serie è andata in onda sulla CBS dal 21 aprile 1993 al 19 maggio 2001. In Italia la serie è andata in onda su Mediaset su Italia 1. Dal dicembre 2002 al 2013 il telefilm è stato stabilmente replicato su Rete 4 tutti i giorni feriali nell'access prime time. Dal 18 maggio 2015 il telefilm è in replica su Iris tutti i giorni feriali.
| Stagione         | Episodi | Prima TV originale | Prima TV Italia |
| ---------------- | ------- | ------------------ | --------------- |
| Prima stagione   | 3       | 1993               | 1996            |
| Seconda stagione | 24      | 1993-1994          | 1996            |
| Terza stagione   | 25      | 1994-1995          | 1997            |
| Quarta stagione  | 26      | 1995-1996          | 1998            |
| Quinta stagione  | 27      | 1996-1997          | 1999            |
| Sesta stagione   | 25      | 1997-1998          | 1999            |
| Settima stagione | 29      | 1998-1999          | 2000            |
| Ottava stagione  | 25      | 1999-2000          | 2001            |
| Nona stagione    | 24      | 2000-2001          | 2002            |

## Cast e personaggi
La star della serie televisiva è Chuck Norris che interpreta Cordell Walker, uno dei migliori "Texas Ranger" di Dallas. Walker è nato in America, cresciuto in una riserva Cherokee (le origini Cherokee di Walker sono un omaggio alle origini Cherokee dell'attore Chuck Norris) da Ray Firewalker (interpretato da Floyd 'Red Crow' Westerman) e ha fatto il Marine nelle forze speciali durante la guerra del Vietnam prima di arruolarsi nei Texas Rangers. Ciò viene anche mostrato in un episodio nel quale Walker viene ingaggiato da una donna, uccisa poi da un sospettato durante un'investigazione.

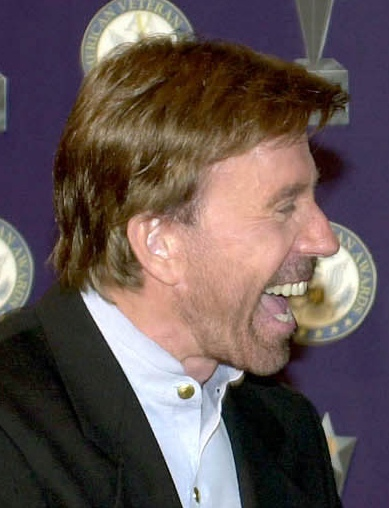
Chuck Norris interpreta Cordell Walker, il protagonista della serie

I suoi compagni di lavoro, oltre che amici, sono James Trivette (interpretato da Clarence Gilyard), un ex giocatore di football americano ed esperto di computer; Alex Cahill (interpretata da Sheree J. Wilson) con la quale Walker ha una relazione, che giunge fino al matrimonio. Lei fa il vice-procuratore distrettuale (Assistant District Attorney) presso il tribunale. Amico di Walker è anche C.D. Parker (interpretato da Gailard Sartain nella prima stagione e da Noble Willingham, deceduto nel 2004), un Texas Ranger in pensione, gestore di un bar in stile texano nel quale i ranger si trovano spesso alla fine degli episodi per festeggiare la cattura dei malviventi.
Nelle ultime 2 stagioni sono presenti anche altri due Ranger: Sydney Cooke (interpretata da Nia Peeples) e Francis Gage (interpretato da Judson Mills). Tra Sydney e Gage c'è molta affinità e complicità, tanto che nel corso di alcuni episodi essi sembrano quasi sul punto di dichiararsi, senza però mai arrivare alla dichiarazione vera e propria (questo particolare è evidente nell'episodio "Vita senza suoni", in cui Gage perde l'udito, per poi riacquistarlo al termine dell'episodio, e dove Sydney gli dichiara i suoi sentimenti dopo l'operazione del partner). Nella nona stagione C.D. Parker viene avvelenato da un uomo spietato, che Walker catturerà ed ucciderà (Emil Lavocat).
In alcuni episodi hanno partecipato anche Trent Malloy (espertissimo nelle arti marziali) e Carlos Sandoval (più robusto e impacciato, ma con un grande cuore e forza di volontà), due abili investigatori privati.
Tra i nemici principali della serie ci sono tre personaggi ricorrenti: Emil Lavocat, ladro professionista, può essere considerato il nemico principale di tutta la serie poiché appare nel primo e nell'ultimo episodio; Victor LaRue, un criminale con un'ossessione maniacale per Alex e Walker; Caleb Hooks, trafficante di armi che cerca di eliminare Walker in quanto gli ha ucciso il fratello. Nella nona stagione c'è inoltre una saga speciale di quattro puntate dove l'antagonista principale è un uomo detto il Presidente.
Tra le molte guest star che hanno partecipato agli episodi della serie vanno ricordati i campioni di wrestling Randy Savage e Frank Shamrock (entrambi affrontati da Walker nell'episodio La fossa dei gladiatori, forse il più celebre in assoluto di tutti gli episodi), Roddy Piper (nelle vesti del wrestler Cody il crociato nell'episodio Cody il crociato), Michael Ironside (nelle vesti de il Presidente), Tobey Maguire (nell'episodio Fuga nella boscaglia), Peter MacNicol (nell'episodio Il comitato), Rick Rossovich (in un episodio del 1996 e un altro del 2001), Timothy Hutton (nell'episodio con Haley Joel Osment), Eric Stoltz (nell'episodio di Cody il crociato) e Sean Astin (un anno prima della sua partecipazione alla trilogia del Signore degli Anelli). Sono presenti anche altri numerosi volti famosi, come ad esempio la cantante Dionne Warwick, l'attrice statunitense Kyla Pratt, in un episodio espressamente incentrato sulla negatività della violenza praticata fra le varie gang, e il cantante Frank Stallone negli episodi doppia identità e Il club di Frank.
Nel dicembre 2010 Chuck Norris è stato ufficialmente nominato membro onorario della Texas Ranger Division dal governatore del Texas Rick Perry per «aver così ben interpretato i valori che contraddistinguono il comportamento degli appartenenti a questo corpo di supporto alla legge». Dello stesso titolo è stato insignito anche il fratello Aaron Norris, coproduttore della serie televisiva.

### Sigla
Mentre la prima stagione della serie non aveva una sigla, la seconda inizia con una sigla strumentale (solo musica). Dalla metà della terza stagione, dopo un'altra sigla strumentale durata pochi episodi, viene inserita la sigla cantata dallo stesso Chuck Norris, la stessa che rimarrà anche per i successivi episodi. La canzone è stata scritta da Tirk Wilder.

### Registi
Tra i registi sono accreditati:
- Michael Preece in 70 episodi (1993-2001)
- Tony Mordente in 38 episodi (1993-1998)
- Jerry Jameson in 18 episodi (1994-2000)
- Eric Norris in 17 episodi (1997-2001)
- Mike Norris in 5 episodi (2000-2001)
- Aaron Norris in 4 episodi (1996-2001)

### Sceneggiatori
Tra gli sceneggiatori sono accreditati:
- Cristopher Canaan in 196 episodi (1993-2001)
- Leslie Greif, in 196 episodi (1993-2001)
- Paul Haggis in 196 episodi (1993-2001)

### Doppiaggio
L'edizione italiana è curata da Elena Sansonetti per Mediaset (dalla terza alla nona stagione). Il doppiaggio è stato eseguito da Studioimmagine, sotto la direzione di Roberto Del Giudice e Giovanna Bartolini.

## Messa in onda in Italia

### Programmazione
Walker Texas Ranger in Italia è stata trasmessa da Mediaset dal 16 gennaio 1996 su Canale 5 con le prime due stagioni accorpate in un'unica serie: andò in onda in prime time con due episodi a serata, similmente a come accadeva sulla CBS, mentre alcuni episodi a durata doppia come Pericolo nell'ombra e Riunione mortale, vennero trasmessi come film TV autonomi, tuttavia la serie non ottenne il successo sperato, venendo superata dalla fiction di Rai 2 Il maresciallo Rocca. Dall'estate 1997 il telefilm venne quindi spostato su Italia 1 che ne trasmise la terza stagione, con gli episodi La strada della vendetta e La leggenda di Cooper accorpati a film TV unici, mentre gli episodi delle successive stagioni vennero trasmessi regolarmente come puntate a sé stanti. Il doppiaggio degli episodi accorpati fu volutamente diverso da quello delle puntate normali, per far notare la differenza con la serie originale. Fu inoltre trasmessa secondo l'ordine cronologico degli episodi, e non secondo quello di trasmissione statunitense. Nella nuova collocazione del sabato sera della seconda rete Mediaset la fiction riscosse un buon successo: in particolare nel 1999 riuscì a battere gli ascolti la serie concorrente di Rai 2 Squadra Speciale Cobra 11. L'ultima stagione fu trasmessa dal 19 novembre 2002 al 6 marzo 2003 sempre al sabato sera, tranne l'ultima puntata che è andata in onda di giovedì.

### Episodi a durata doppia
Gli episodi a durata doppia Pericolo nell'ombra e Riunione mortale della seconda stagione, e La strada della vendetta e Zona di guerra della terza sono stati trasmessi nel 1997 su Italia 1 come film TV autonomi, ugualmente a quanto fatto dalla CBS al loro primo passaggio TV. Tale formula è stata utilizzata anche nelle successive repliche su Rete 4; solo a partire dal settembre 2006 tali episodi vennero trasmessi come puntate correnti della serie, per poi essere nuovamente ritrasmessi come film TV accorpati nel maggio 2016 su Rete 4, includendo anche l'episodio La leggenda di Cooper della terza stagione. Mediaset ha comunque operato un doppiaggio diverso da quello naturale della serie, rimasto anche nelle successive repliche.

### Crossover conPiù forte ragazzi
Nel 2000 il personaggio di Walker è apparso anche nell'episodio della seconda stagione di Più forte ragazzi "Missili sulla città"; la storia che inizia in quella puntata di Più forte ragazzi termina nella puntata Pioggia di fuoco dell'ottava stagione di Walker Texas Ranger; nella prima parte Walker si trasferisce a Los Angeles rivelando a Sammo di essere sulle tracce di un noto trafficante d'armi, Cliff Heagleton, che i due arresteranno verso fine puntata, mentre nella seconda parte è Sammo a traslocare a Dallas aiutando Walker e la sua squadra a ritrovare Heagleton, evaso dal carcere. L'episodio è stato trasmesso in Italia il 21 aprile 2002 su Italia 1, mentre quello di Più forte ragazzi è stato solo recentemente ritrasmesso su AXN il 12 luglio 2014.
Edizioni VHS
Tra il 1996 e il 1997 sono state pubblicate in VHS i film per la televisione di Walker Texas Ranger da Warner Bros. Italia.  I film erano La strada della Vendetta, Pericolo nell'ombra, Riunione mortale, Un flashback per Walker. 
Edizioni home video
In Italia sono state pubblicate in cofanetti DVD le prime cinque stagioni della serie. Il cofanetto della prima stagione è composto dagli episodi della stagione pilota in aggiunta agli episodi della prima stagione regolare (denominata anche "seconda stagione"), pertanto le stagioni sono numerate in modo diverso. Il prodotto della Dall'Angelo Pictures è distribuito da Sony Pictures Home Entertainment. Dal 20 agosto 2011 ogni settimana Panorama distribuiva un dvd in Edicola. Ogni Dvd conteneva 4 episodi, e ogni stagione era composta da 7 dischi.
| Stagione                          | Episodi | Uscita negli USA | Uscita in Italia |
| --------------------------------- | ------- | ---------------- | ---------------- |
| Prima stagione (+ episodi pilota) | 28      | 13 giugno 2006   | 9 febbraio 2011  |
| Seconda stagione                  | 25      | 23 gennaio 2007  | 9 marzo 2011     |
| Terza stagione                    | 26      | 12 giugno 2007   | 6 aprile 2011    |
| Quarta stagione                   | 27      | 19 febbraio 2008 | 11 maggio 2011   |

## Trasmissione internazionale
Walker Texas Ranger è stato trasmesso per varie reti televisive di livello internazionale.
| Paese       | Canale                                                 |
| ----------- | ------------------------------------------------------ |
| Argentina   | Canal 9                                                |
| Austria     | ORF1                                                   |
| Belgio      | AB3, Club RTL                                          |
| Bulgaria    | Diem                                                   |
| Stati Uniti | CBS                                                    |
| Francia     | TF1, TMC, TV Breizh                                    |
| Italia      | Canale 5, Italia 1, Rete 4 (repliche), Iris (repliche) |
| Kazakistan  | КТК                                                    |
| Montenegro  | RTCG                                                   |
| Norvegia    | TV3                                                    |
| Slovacchia  | TV Markíza                                             |
| Turchia     | Kanal D                                                |

## Film TV

### Walker Texas Ranger - Riunione mortale
Walker Texas Ranger - Riunione mortale (titolo originale: Walker Texas Ranger 3: Deadly Reunion) è un film per la televisione trasmesso nel 1994, avente gli stessi protagonisti della fiction. Il film, della durata di 90 minuti, è stato mandato in onda successivamente come episodio a durata doppia nella seconda stagione. Lo stesso è accaduto anche in Italia, dove per sottolineare la differenza rispetto agli episodi normali della serie i quattro protagonisti (Walker, Trivette, Alex, C.D.) hanno doppiatori diversi dagli episodi originali.

### Walker Texas Ranger - Processo infuocato
Walker Texas Ranger - Processo infuocato (titolo originale: Walker, Texas Ranger: Trial by Fire) è un film per la televisione prodotto nel 2005 che porta avanti le vicende di Cordell Walker dopo 4 anni dalla conclusione del telefilm; tutto il cast originale della serie compare nel film, eccetto C.D. Parker (Noble Willingham) deceduto nel 2004, e Sydney Cooke (Nia Peeples). Questo perché i registi hanno pensato di non attenersi completamente alla trama originale della serie televisiva.

## Spin-off
Nel 1999 la serie ha generato uno spin-off dal titolo Sons of Thunder con protagonisti James Wlcek e Marco Sanchez che hanno ripreso i ruoli di Trent Malloy e Carlos Sandoval.

## Controversie
Il telefilm è stato a volte al centro di critiche e di accuse di essere "trash". Criticato è stato in particolare l'episodio Il processo LaRue della quinta stagione, sia di parte dell'opinione pubblica che da alcuni rappresentanti del codice TV di tutela dei minori, che l'11 maggio 2004 inviò un comunicato di protesta ai vertici Mediaset, chiedendo la soppressione della serie da quella fascia oraria, senza,logicamente trovare accoglimento (a quell'ora i minori dovrebbero trovarsi a scuola).
Inoltre la critica ha espresso pareri negativi riguardo l'eccessiva brutalità e l'uso di violenza di alcuni episodi, in particolare delle scene d'azione, ritenute spesso al limite del grottesco: è stato inoltre contestato alla serie un uso troppo strumentalizzante di minori protagonisti in alcuni episodi, specialmente durante le ultime stagioni. In generale è stata percepita in numerose occasioni un'eccessiva dose di sadismo.
Alle critiche, Chuck Norris ha sempre replicato dicendo che "la serie si fonda sui valori fondamentali della vita" affermando che ogni puntata abbia sempre un senso moralistico all'interno.

## Reboot
Il 24 settembre 2019 è circolata la voce secondo cui la CBS stesse progettando un reboot della serie;, poi realizzato; esso vede Jared Padalecki nei panni di Walker e Anna Fricke come produttore. Tra i canali interessati al reboot, oltre alla CBS, ci sono i The CW studios. La serie, intitolata Walker, è stata acquistata dalla The CW che l'ha trasmessa negli USA a partire da giovedì 21 gennaio 2021.Tra gli attori insieme a Jared Padalecki ci sono Lindsey Morgan, Keegan Allen, Mitch Pileggi, Molly Hagan, Coby Bell, Jeff Pierre, Violet Brinson, Kale Culley, Genevieve Padalecki, Odette Annable, Chris Labadie, Alex Landi, Gabriela Flores..